# Sideroxylon durifolium
Sideroxylon durifolium är en tvåhjärtbladig växtart som först beskrevs av Paul Carpenter Standley, och fick sitt nu gällande namn av Terence Dale Pennington. Sideroxylon durifolium ingår i släktet Sideroxylon och familjen Sapotaceae. IUCN kategoriserar arten globalt som sårbar.
Artens utbredningsområde är Belize. Inga underarter finns listade i Catalogue of Life.